# Stéphane Conan
Pour les articles homonymes, voir Conan.
Stéphane Conan (né le 28 juin 1972 au Palais sur l'île de Belle-Île-en-Mer) est un coureur cycliste français.

## Biographie
Actif dans les années 1990 et 2000, il est professionnel dans l'équipe Agrigel-La Creuse en 1996. Son palmarès compte environ une quarantaine de victoires.
Après sa carrière sportive, il entraîne de jeunes cyclistes à Belle-Île-en-Mer, notamment son fils Guerlain.

## Palmarès
- 1993
  - Tour du Léon[4]
  - Tour du Canton de Montendre
- 1995
  - Essor basque
  - Route bretonne
  - Trois Jours de Rennes :
    - Classement général
    - 2e étape

  - 2e étape du Tour d'Émeraude (contre-la-montre)
  - Tour de Loire-Atlantique :
    - Classement général
    - 2e étape (contre-la-montre)

  - Boucles de la Mayenne :
    - Classement général
    - 2e étape (contre-la-montre)

  - Grand Prix de France
  - 2e de la Ronde du Pays basque
  - 2e des Boucles guégonnaises
  - 3e du Tour de Gironde
  - 3e du championnat de France du contre-la-montre par équipes
  - 3e du Grand Prix de l'Équipe et du CV 19e
- 1997
  - Route de l'Atlantique
  - Ronde du Pays basque
  - Tour d'Émeraude :
    - Classement général
    - 3e étape (contre-la-montre)

  - 2e étape du Tour de la Porte Océane (contre-la-montre)
  - 3e étape du Tour de Seine-et-Marne
  - 3e du Tour de Seine-et-Marne
- 1998
  - Grand Prix Gilbert-Bousquet
  - Tour d'Ille-et-Vilaine
  - 2e du Tour de la Manche
- 1999
  - Grand Prix U
  - 2e de Manche-Atlantique
  - 2e du Circuit du Morbihan
- 2000
  - Circuit du Lié
  - Critérium des As amateurs
  - 2e du Souvenir Louison-Bobet
  - 2e des Boucles guégonnaises
  - 2e de Redon-Redon
  - 3e du Tour de Loire-Atlantique
- 2001
  - 5e étape du Tour de la Dordogne
  - 3e étape de l'Essor breton (clm par équipes)
  - 2e de la Route bretonne
  - 3e de la Route de l'Atlantique
  - 3e de Manche-Atlantique
  - 3e du Tour de la Manche
- 2002
  - 2e du Prix d'Armorique
- 2003
  - Nantes-Segré[5]
- 2004
  - Mi-août bretonne :
    - Classement général[6]
    - Prix d'Armorique

  - 2e du Prix des Moissons
- 2005
  - 2e du Circuit du Morbihan
- 2006
  - Flèche d'Armor[7] :
    - Classement général
    - 2e étape (contre-la-montre)

  - 4e étape de l'Essor breton[8]
- 2007
  - Flèche d'Armor[9]
  - 3e de La Melrandaise